# Holger Hauer
Holger Hauer (* 25. Februar 1964 in Münster) ist ein deutscher Schauspieler und Regisseur.
Er spielte Theater u. a. in Hannover, Berlin, Hamburg und Dortmund und hatte Rollen in zahlreichen Musicals wie Tommy, Hair, der Rocky Horror Show und der West Side Story, ebenso wie in Macbeth oder Ein Sommernachtstraum.
2015 inszenierte er La Cage aux Folles im Zeltpalast Merzig, wo er auch die Rolle des Albin übernahm. Bereits in der Spielzeit 2007/08 hatte er am Theater Koblenz in La Cage aux Folles mitgespielt, in der Rolle des Georges.
Seit 1996 führt er Regie, zuletzt am Stadttheater Osnabrück West Side Story, am Theater Trier Paradise of Pain, Woman of the Year am Theater Pforzheim und Der Zauberer von Camelot am Friedrichstadtpalast in Berlin. 2008 inszenierte er seine eigene Rockoper Christ O am Staatstheater am Gärtnerplatz in München. An der Staatsoperette Dresden inszeniert er seit 2009 regelmäßig.
Seit 1995 spielte er in zahlreichen Fernsehproduktionen und -serien mit, angefangen mit der RTL-Produktion Mami, ich will bei dir bleiben (1995). Neben Gute Zeiten, schlechte Zeiten oder Hinter Gittern – Der Frauenknast war er auch öfter in ZDF-Serien wie Ein Fall für zwei, Wilsberg oder Ein starkes Team zu sehen. 2006 spielt er im Kinofilm Vater – Leben vor dem Tod vom Regisseur Peter Kahane. Zudem ist er in SOKO Kitzbühel, Die Rettungsflieger und aktuell in der neuen ZDF-Serie KDD – Kriminaldauerdienst zu sehen.
Beim Verlag Felix Bloch Erben, Berlin, sind neben zwei Übersetzungen auch das von ihm verfasste Musical Fletsch und seine Rockoper ChristO erschienen.
Darüber hinaus hat er an fünf CDs mitgewirkt, u. a. Holger Hauer singt Frank'n Furter und Emil und die Detektive.